# Fraccionamiento celular

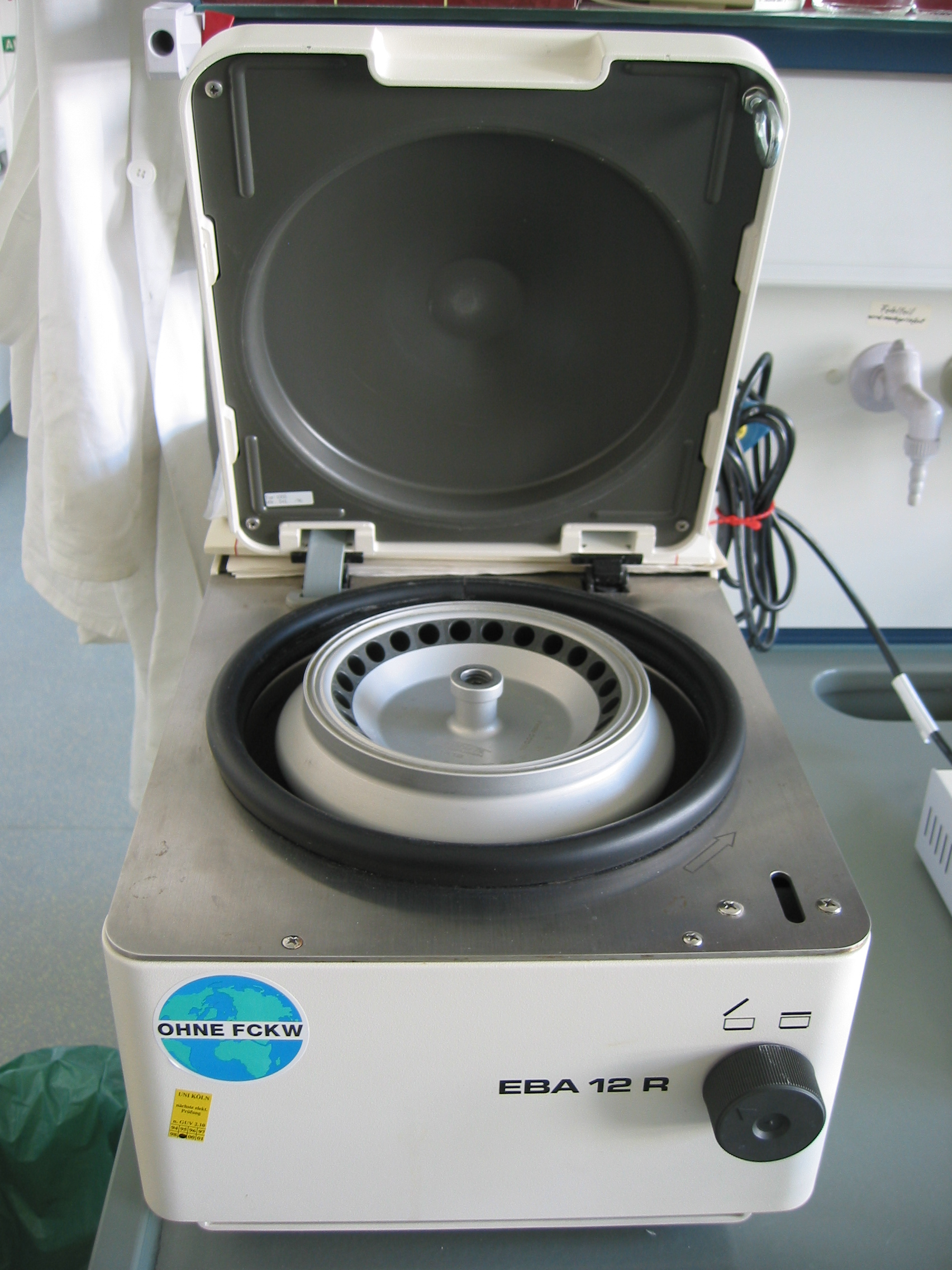
Centrifugadora de laboratorio, para separar fracciones de diferente tamaño o densidad

El fraccionamiento celular o fraccionamiento subcelular es una técnica de laboratorio, tras la disgregación, en la que se intenta reagrupar las partículas, generalmente células u orgánulos celulares, en función de sus propiedades biofísicas.
Mediante el fraccionamiento celular se consigue separar conjuntos homogéneos, por lo general de orgánulos, a partir de una población heterogénea de células.

## Etapas
Existen tres etapas principales en el fraccionamiento celular:
1. Disgregación o rotura (homogeneización) de las células y liberación de los orgánulos.
2. Macrofiltración.
3. Purificación de componentes celulares o fraccionamiento celular propiamente dicho: Se aplican técnicas de centrifugación diferencial y en gradiente

### Homogeneización
El tejido se homogeneiza, normalmente en una solución tampón isotónica usando una variedad de mecanismos (moler, picar, triturar, cambios de presión, choque osmótico, congelación y descongelación, homogeneización con ultrasonidos...) 
Se emplean numerosos dispositivos que forman parte del equipamiento de laboratorio.
- Homogeneizador Potter-Elvehjem, de uso frecuente, ya que es relativamente suave.
- Homogeneizador de aspas, como el polytron.
- Prensa de French
- Mortero con mazo
- Sonicador
- Medios hipotónicos
- Rotura celular con lisozima

Esquema del proceso de filtración.

La solución se homogeneiza en una solución isotónica para detener el daño osmótico, con una solución tampón para regular el pH, y a una temperatura muy baja para evitar daños enzimáticos. Los orgánulos se mantienen en frío, en un medio isotónico y tamponado.
El resultado ahora es una pasta fina de líquido, el homogenato de células, que consta de células intactas y componentes celulares. Con un cuidadoso trabajo se mantienen intactos los orgánulos celulares, siendo funcionales en gran medida.
Véase Rotura celular para más detalles.

### Filtración
Este paso puede no ser necesario dependiendo de la fuente de las células. Si se trabaja con tejidos animales, es probable que se liberen restos de tejido conectivo que debe ser eliminado. Habitualmente, la filtración se realiza ya sea mediante el vertido a través de un tejido poroso o con un filtrado por succión empleando el correspondiente filtro de cerámica con un  tamaño de poro adecuado.

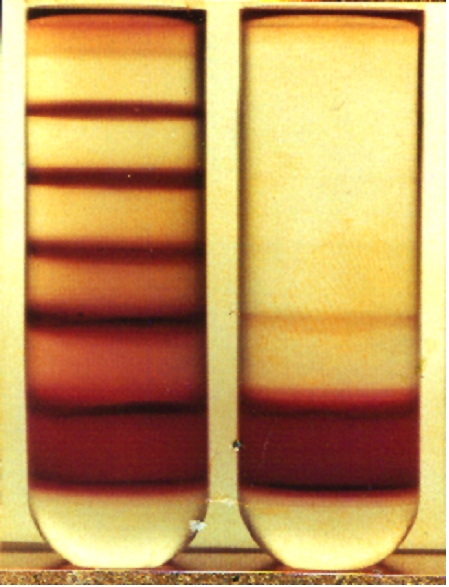
Izquierda: Centrifugación en gradiente de percoll de glóbulos rojos infectados, separados por su diferente estado de desarrollo.

### Purificación
Se realiza por centrifugación en gradiente de densidad o por centrifugación diferencial, aumentando secuencialmente la velocidad de giro y la fuerza gravitacional, dando como resultado una separación secuencial de los orgánulos de acuerdo con su densidad.

#### Centrifugación en gradiente de densidad
En la centrifugación en gradiente de densidad se sitúa el homogeneizado en un medio con un gradiente de densidad y se centrifuga. Ahora los componentes de la célula se separan, migrando cada uno a la zona de densidad similar. 
Este método es útil si se desea aislar componentes celulares de tamaño semejante con una diferencia de densidad baja.

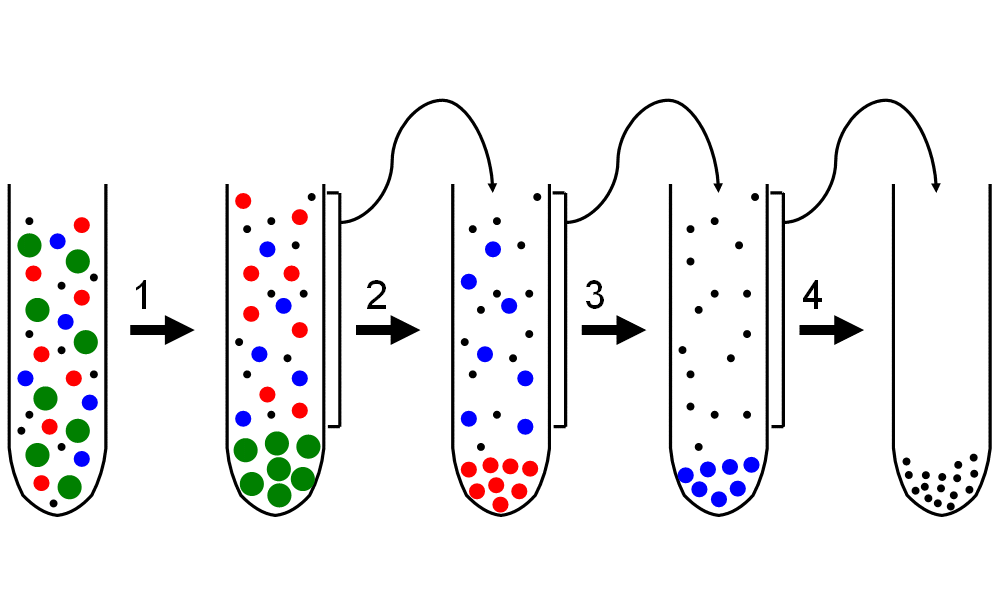
Esquema de la centrifugación diferencial, para separar los diferentes orgánulos obtenidos mediante fraccionamiento celular

#### Centrifugacióndiferencial
La centrifugación diferencial es un proceso de separación que puede separar los componentes celulares por centrifugación repetida, a velocidades cada vez mayores. En estas condiciones, los componentes de la célula se separan en función de su tamaño y densidad: los componentes de gran tamaño y más densos migran más rápidamente hasta el fondo a velocidades relativamente bajas y forman un sedimento.
En el esquema de la derecha, se observa un homogeneizado celular en (1) que se centrifuga a baja velocidad. El precipitado resultante (verde) se compone de componentes grandes y pesados. Se elimina el sobrenadante y se centrifuga a una velocidad algo mayor (2). Este proceso se repite y se va aumentando en cada etapa la velocidad de centrifugación.

### Medios empleados para la separación de células por densidad
- Percoll
- Ficoll